# Římskokatolická farnost Otrokovice
Římskokatolická farnost Otrokovice je územní společenství římských katolíků s farním kostelem svatého Vojtěcha v děkanátu Zlín. 

## Historie farnosti
První písemná zmínka o Otrokovicích pochází z roku 1141. Od roku 1350 patřily Otrokovice do farního obvodu Tečovic. To trvalo až do roku 1680, kdy se staly součástí farnosti Napajedla. Roku 1769 byla zahájena stavba malého kostelíka v Otrokovicích, dostavěn byl o tři roky později. Samostatná farnost byla zřízena roku 1860. Od konce 19. století trvaly snahy o postavení nového většího kostela, to se podařilo až po roce 1989. Výsledkem bylo postavení nového velkého kostela zasvěceného sv. Vojtěchovi.

## Duchovní správci
Farářem byl do června 2019 R. D. Mgr. Josef Zelinka. Toho od července téhož roku vystřídal R. D. Mgr. Ing. Pavel Šupol.

## Bohoslužby
| Kostel           | Místo      | Bohoslužba (den)           | Hodina                                               | Poznámka     |
| ---------------- | ---------- | -------------------------- | ---------------------------------------------------- | ------------ |
| svatého Vojtěcha | Otrokovice | neděle středa pátek sobota | 7.30, 10.30 18.30 (zimní čas)/18.00 (letní čas) 7.30 | farní kostel |

## Aktivity ve farnosti
Ve farnosti působí pastorační a ekonomická rada, jednou za dva týdny se konají rytmické mše. V sále pod kostelem se konají setkání seniorů, klubu matek, modlitebních společenství apod. 
Děti, které se ve farnosti připravují na první svaté přijímání, vykonají první svatou zpověď už čtvrt kroku před prvním svatým přijímáním. Oddělením obou událostí chce duchovní správce zvýraznit význam svátosti smíření. Kající bohoslužba se zpovídáním tak uzavírá první část přípravy na přijetí eucharistie.
Každoročně se zde koná tříkrálová sbírka. V roce 2023 se během ní vybralo 275 850 korun, v roce 2024 to bylo 397 490 korun.
Sedmkrát ročně vychází farní občasník.